# Pawnee (Teksas)
Pawnee – jednostka osadnicza w Stanach Zjednoczonych, w stanie Teksas, w hrabstwie Bee.